# خوزه سالیناس (بازیکن فوتبال)
خوزه سالیناس (انگلیسی: José Salinas؛ زادهٔ ۳۰ سپتامبر ۲۰۰۰) بازیکن فوتبال است.